# Alzina Stevens

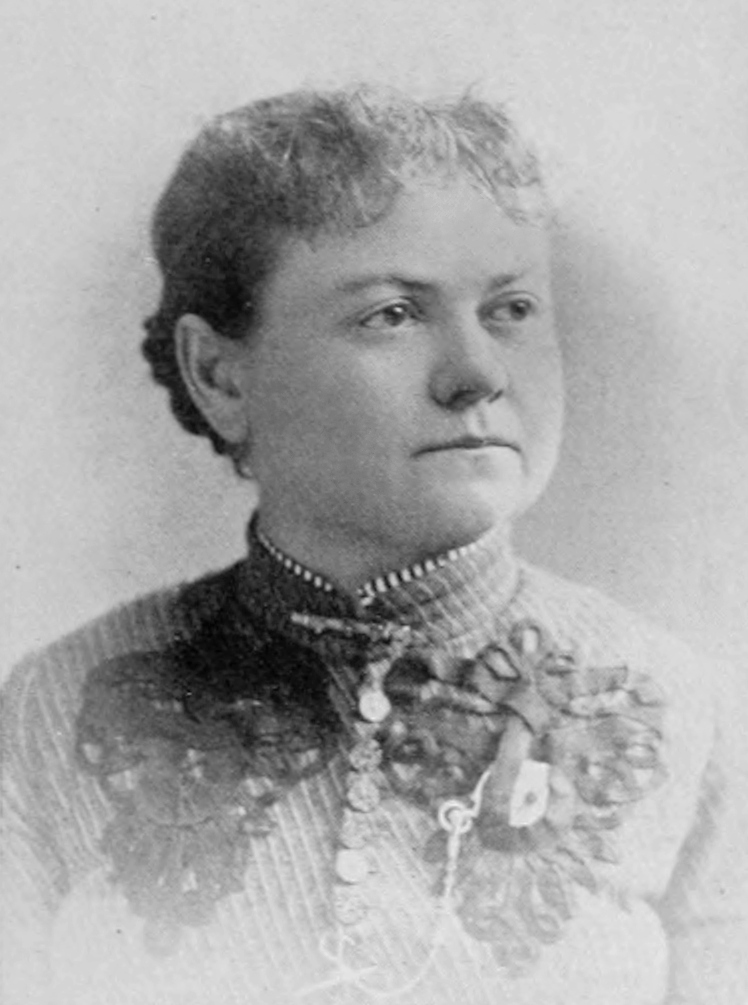
Alzina Stevens, 1893

Alzina Stevens, geboren als Alzina Parsons (* 27. Mai 1849 in Parsonsfield, Maine, USA; † 3. Juni 1900 in Chicago, Illinois, USA) war eine US-amerikanische Arbeiterführerin, Sozialreformerin und Redakteurin.

## Leben und Werk
Parsons war das siebte Kind von Louisa Page und des Bauern Enoch Parsons. Sie wurde in Parsonfield geboren, einer Stadt, die nach ihrem Großvater väterlicherseits, Colonel Thomas Parsons, benannt wurde. Sie besuchte die High School in Somersworth New Hampshire. Nach dem Tod ihres Vaters 1864 arbeitete sie als Weberin in einer Baumwollfabrik, wo sie bei einem Unfall ihren rechten Zeigefinger verlor. Sie heiratete einen Mr. Stevens und behielt nach der baldigen Scheidung den Nachnamen ihres Mannes bei.
1867 zog Stevens nach Chicago und fand Arbeit im Druckgewerbe, wo sie als Schriftsetzerin und Redakteurin tätig war. Bis 1872 arbeitete sie in Chicago, wo sie der Gewerkschaft Typographical Union No. 16 beitrat. Fünf Jahre später gründete sie eine Gewerkschaftsorganisation für Frauen Working Woman's Union No. 1 und war deren Präsidentin, bevor sie 1882 nach Toledo (Ohio) zog.

## Joan of Arc Assembly Knights of Labor
Die Zeitung Toledo Bee stellte Stevens zunächst als Korrektorin und Texterin ein, dann als Korrespondentin und Redakteurin. Sie wurde bald eine treibende Kraft bei den Knights of Labor in Toledo und war erneut maßgeblich an der Organisation einer Frauengesellschaft, der Joan of Arc Assembly Knights of Labor, beteiligt. Sie war deren erste Meisterin und Delegierte dieses Gremiums in der Bezirksversammlung. 1890 wurde sie zur Bezirksmeisterin gewählt und wurde zur obersten Offizierin eines Bezirks von 22 örtlichen Ritterversammlungen. Sie vertrat den Distrikt bei den Generalversammlungen auf den Kongressen in Atlanta, Georgia, Denver, Colorado, Indianapolis, Indiana, und Toledo. 1892 wurde sie ausgewählt, um die Arbeiterorganisationen des Nordwestens Ohios auf dem Nationalkongress der Populist Party zu vertreten.
Bevor Stevens Ohio verließ, ernannte Terence V. Powderly sie zur Vertretung der Knights of Order im Women’s Labour Committee des World’s Congress Auxiliary, einem Gremium, das mit der Planung von Arbeitstreffen auf der Weltausstellung in Chicago 1893 beauftragt war. Stevens vertrat die Arbeiterorganisationen des Nordwestens Ohios im Februar 1892 in der National Industrial Conference in St. Louis, Missouri, und im Juli 1892 in der Omaha, Nebraska Convention der People’s Party.

## Aktivitäten in Chicago
Ende 1892 kehrte sie nach Chicago zurück und übernahm zusammen mit Lester C. Hubbard die Herausgeberschaft einer wöchentlichen populistischen Zeitung Vanguard. Im selben Jahr wurde sie die stellvertretende Fabrikinspektorin von Florence Kelley, der Staatsinspektorin für Werkstätten und Fabriken für Illinois. In dieser Funktion wurde Stevens Bewohnerin der Siedlung Hull House, wo andere Sozialreformerinnen wie Jane Addams, Ellen Gates Starr und Sophonisba Breckinridge tätig waren.
In Zusammenarbeit mit Kelley schrieb Stevens zahlreiche Aufsätze über die Arbeitsbedingungen in Fabriken im ganzen Bundesstaat. 1895 verfassten sie eine detaillierte Studie über Kinderarbeit, in der sie Arbeitsstatistiken, die Gesetzgebung von Illinois, Gesundheitsprobleme und die körperlichen Verstümmelungen von Kindern am Arbeitsplatz analysierten. Gemeinsam unterstützten die beiden Frauen den Gouverneur von Illinois, John Peter Altgeld, Gesetze durchzusetzen, die die Kinderarbeit in ganz Illinois kontrollierten. Ihre Arbeit legte den Grundstein für die Verabschiedung von weiter verbesserten Gesetzen zur Kinderarbeit und Bildungsanforderungen für Kinder im ganzen Staat.
Mit ihrem anhaltenden Interesse an der Kinderfürsorge verhandelte Stevens eine informelle Vereinbarung mit der nächstgelegenen Polizeistation von Hull House, um ihr das vorläufige Sorgerecht für viele der jugendlichen Straftäter zu geben. Diese Erfahrung führte dazu, dass sie 1899 die erste Bewährungshelferin des Juvenile Court in Cook County wurde.
Stevens starb im Alter von 51 Jahren an Komplikationen von Diabetes in Chicago. Ihre Beerdigung fand im Hull House statt, und ihre Asche wurde auf dem Graceland Cemetery in Chicago beigesetzt.

## Mitgliedschaft
- Frauenausschuss beim World’s Fair Work Congress
- Vorsitzende der Dorcas Federal Labour Union
- Council of Women’s Trade Unions of Chicago
- Präsidentin des Hull House Women’s Club

## Veröffentlichungen (Auswahl)
- The Tenement House Curse: Some Chicago Tenement Houses, Arena 9, 1894, S. 662–68.
- Child Slavery in America: The Child, the Factory, and the State. Arena 10, 1894, S. 117–35.
- Life in a Social Settlement – Hull House, Chicago. Self-Culture 9, 1899, S. 42–51.